# 冷箭竹
冷箭竹（学名：Bashania fangiana）为禾本科巴山木竹属下的一个种。

## 扩展阅读
- 維基物種上的相關：冷箭竹